# 야경 (렘브란트)
《야경》(夜警, 네덜란드어: De Nachtwacht) 또는 《야간순찰》(夜間巡察)은 네덜란드에서 태어난 유명한 화가 렘브란트 하르먼손 판 레인의 작품이다. 《야경》의 정확한 작품명은 《프란스 반닝 코크와 빌럼 반 루이텐부르크의 민병대》이다. 《야경》은 네덜란드 암스테르담 국립미술관에 전시 중이다. 《야경》은 세계에서 유명한 그림 중 하나이다.

## 중요 요소
《야경》에는 세 가지 중요한 요소가 있다. 첫 번째는 거대한 크기(437x363 cm), 두 번째는 빛과 그림자의 적절한 사용(명암대비), 마지막으로 당시 군인들의 초상을 그렸다는 점이다.
《야경》은 네덜란드 황금 시대의 정점에 있던 1642년에 완성되었다. 작품은 작품명과 동명인, 검은색 복장에 적색 요대를 띤 대장 프란스 반닝 코크와 황색 복장에 백색 요대를 띤 중위 빌럼 반 루이텐부르크가 있다. 렘브란트는 빛과 그림자를 적절히 사용하여 시선이 중요한 세 곳-배경이 되는 군중, 중앙에 있는 대장 프란스 반닝 코크와 중위 빌럼 반 루에텐부르크, 중앙 좌측에 있는소녀에게 향하게 된다. 그 사람들 뒤에는 민병대의 상징을 들고 있는 소위 얀 Visscher Cornelissen가 있다.
렘브란트 하르먼손 판 레인은 《야경》에서 당시 민병대(총병대)를 자연스럽게 묘사한다.